# Ster van Bessèges 2025
De 55e editie van de wielerwedstrijd Ster van Bessèges vond in 2025 plaats van 5 tot en met 9 februari. De wedstrijd was onderdeel van de UCI Europe Tour 2025. De start was in Bellegarde en finish in Alès in het Franse departement Gard. Titelhouder was de Deen Mads Pedersen. Hij werd opgevolgd door de Fransman Kévin Vauquelin, die ook twee etappes wist te winnen. 

## Verloop
De eerste rit werd gewonnen door Paul Magnier die de eerste leider werd. De tweede rit was er door een auto op het parcours een valpartij waarbij Maxim Van Gils moest opgeven. De rit werd gewonnen door de Noor Søren Wærenskjold maar Magnier bleef leider. In de derde rit was er opnieuw een auto op het parcours geraakt waardoor het peloton na 12 km stopte. Na discussie met de organisatie werd een deel van de race geneutraliseerd gereden en werd de etappe ingekort. Toch besloten verschillende ploegen op te stappen uit de wedstrijd, te weten Decathlon AG2R La Mondiale Team, EF Education-EasyPost, INEOS Grenadiers, Lidl-Trek, Red Bull-BORA-hansgrohe, Soudal Quick-Step, Unibet Tietema Rockets en Uno-X Mobility. De etappe werd uiteindelijk gewonnen door Arnaud De Lie, die meteen ook de leiding in het algemeen klassement pakte. Voor de volgende etappe besloot ook Equipo Kern Pharma niet meer van start te gaan. De etappe werd daarnaast ook ingekort vanwege de weersomstandigheden. Kévin Vauquelin pakte de etappewinst en pakte ook de leiding in het algemeen klassement. Hij won de volgende dag ook de afsluitende tijdrit, waarmee hij dus de eindzege in het algemeen klassement en het puntenklassement pakte.

## Deelname
De startlijst bestaat uit tien WorldTourteams, zeven ProTeams en vier continentale teams.
| WorldTour                       | WorldTour               | ProTeam                | Continentaal                       |
| ------------------------------- | ----------------------- | ---------------------- | ---------------------------------- |
| Alpecin-Deceuninck              | Groupama-FDJ            | Equipo Kern Pharma     | CIC-U-Nantes                       |
| Arkéa-B&B Hotels                | INEOS Grenadiers        | Lotto                  | Nice Métropole Côte d'Azur         |
| Cofidis                         | Lidl-Trek               | Team Flanders-Baloise  | St Michel-Preference Home-Auber 93 |
| Decathlon AG2R La Mondiale Team | Red Bull-BORA-hansgrohe | Team TotalEnergies     | Van Rysel-Roubaix                  |
| EF Education-EasyPost           | Soudal Quick-Step       | Unibet Tietema Rockets |                                    |
|                                 |                         | Uno-X Mobility         |                                    |
|                                 |                         | Wagner Bazin WB        |                                    |

## Etappe-overzicht
| # | Datum      | Start        | Finish       | Type                | Afstand            | Winnaar           | Klassementsleider |
| - | ---------- | ------------ | ------------ | ------------------- | ------------------ | ----------------- | ----------------- |
| 1 | 5 februari | Bellegarde   | Bellegarde   | Heuvelrit           | 159,07 km          | Paul Magnier      | Paul Magnier      |
| 2 | 6 februari | Domessargues | Marguerittes | Heuvelrit           | 165,83 km          | Søren Wærenskjold | Paul Magnier      |
| 3 | 7 februari | Bessèges     | Bessèges     | Heuvelrit           | 164,05 km 136,2 km | Arnaud De Lie     | Arnaud De Lie     |
| 4 | 8 februari | Vauvert      | Mont Bouquet | Heuvelrit           | 155,73 km 119 km   | Kévin Vauquelin   | Kévin Vauquelin   |
| 5 | 9 februari | Alès         | L'Hermitage  | Individuele tijdrit | 10,645 km          | Kévin Vauquelin   | Kévin Vauquelin   |

## Klassementenverloop
| #            | Winnaar           | Algemeen klassement · | Puntenklassement · | Bergklassement ·    | Jongerenklassement · | Ploegenklassement                  |
| ------------ | ----------------- | --------------------- | ------------------ | ------------------- | -------------------- | ---------------------------------- |
| 1            | Paul Magnier      | Paul Magnier          | Paul Magnier       | Axandre Van Petegem | Paul Magnier         | Red Bull-BORA-hansgrohe            |
| 2            | Søren Wærenskjold | Paul Magnier          | Paul Magnier       | Axandre Van Petegem | Paul Magnier         | Red Bull-BORA-hansgrohe            |
| 3            | Arnaud De Lie     | Arnaud De Lie         | Arnaud Démare      | Victor Vercouillie  | Arnaud De Lie        | Team TotalEnergies                 |
| 4            | Kévin Vauquelin   | Kévin Vauquelin       | Arnaud Démare      | Victor Vercouillie  | Clément Izquierdo    | St Michel-Preference Home-Auber 93 |
| 5            | Kévin Vauquelin   | Kévin Vauquelin       | Kévin Vauquelin    | Victor Vercouillie  | Clément Izquierdo    | Groupama-FDJ                       |
| 0Eindstanden | 0Eindstanden      | Kévin Vauquelin       | Kévin Vauquelin    | Victor Vercouillie  | Clément Izquierdo    | Groupama-FDJ                       |

## Eindklassementen
| Plaats      | Naam                | Ploeg                              | Tijd      |
| ----------- | ------------------- | ---------------------------------- | --------- |
| Oranje trui | Kévin Vauquelin     | Arkéa-B&B Hotels                   | 13u20'40" |
| 2           | Dylan Teuns         | Cofidis                            | + 1'22"   |
| 3           | Kevin Geniets       | Groupama-FDJ                       | + 1'35"   |
| 4           | Pierre Latour       | Team TotalEnergies                 | + 1'46"   |
| 5           | Thibault Guernalec  | Arkéa-B&B Hotels                   | + 1'55"   |
| 6           | Nicolas Breuillard  | St Michel-Preference Home-Auber 93 | + 1'56"   |
| 7           | Damien Touzé        | Cofidis                            | + 2'02"   |
| 8           | Vincent Van Hemelen | Team Flanders-Baloise              | + 2'20"   |
| 9           | Thomas Champion     | St Michel-Preference Home-Auber 93 | + 2'23"   |
| 10          | Fabien Doubey       | Team TotalEnergies                 | + 2'41"   |
|             |                     |                                    |           |
| 52          | Alexander Konijn    | Nice Métropole Côte d'Azur         | + 23'23"  |

| Plaats    | Naam            | Ploeg            | Punten |
| --------- | --------------- | ---------------- | ------ |
| Gele trui | Kévin Vauquelin | Arkéa-B&B Hotels | 54     |
| 2         | Arnaud Démare   | Arkéa-B&B Hotels | 40     |
| 3         | Arnaud De Lie   | Lotto            | 34     |

| Plaats      | Naam               | Ploeg                 | Punten |
| ----------- | ------------------ | --------------------- | ------ |
| Blauwe trui | Victor Vercouillie | Team Flanders-Baloise | 36     |
| 2           | Kévin Vauquelin    | Arkéa-B&B Hotels      | 20     |
| 3           | Oliver Knight      | Cofidis               | 12     |

| Plaats     | Naam              | Ploeg        | Tijd      |
| ---------- | ----------------- | ------------ | --------- |
| Witte trui | Clément Izquierdo | Cofidis      | 13u23'29" |
| 2          | Maxime Decomble   | Groupama-FDJ | + 1'45"   |
| 3          | Arnaud De Lie     | Lotto        | + 2'10"   |

| Ploegenklassement |                                    |           |
| Plaats            | Ploeg                              | Tijd      |
|                   | Groupama-FDJ                       | 40u08'01" |
| 2                 | Cofidis                            | + 0'11"   |
| 3                 | St Michel-Preference Home-Auber 93 | + 0'23"   |
|                   |                                    |           |
| 7                 | Team Flanders-Baloise              | + 8'01"   |

1971 · 1972 · 1973 · 1974 · 1975 · 1976 · 1977 · 1978 · 1979 · 1980 · 1981 · 1982 · 1983 · 1984 · 1985 · 1986 · 1987 · 1988 · 1989 · 1990 · 1991 · 1992 · 1993 · 1994 · 1995 · 1996 · 1997 · 1998 · 1999 · 2000 · 2001 · 2002 · 2003 · 2004 · 2005 · 2006 · 2007 · 2008 · 2009 · 2010 · 2011 · 2012 · 2013 · 2014 · 2015 · 2016 · 2017 · 2018 · 2019 · 2020 · 2021 · 2022 · 2023 · 2024 · 2025